# Osteocarpum
Osteocarpum là chi thực vật có hoa trong họ Amaranthaceae.